# Sigogne
 Sigogne  es una población y comuna francesa, en la región de Poitou-Charentes, departamento de Charente, en el distrito de Cognac y cantón de Jarnac.

## Demografía
| 930 | 950 | 914 | 883 | 946 | 896 |
| Para los censos de 1962 a 1999 la población legal corresponde a la población sin duplicidades (Fuente: INSEE [Consultar]) |     |     |     |     |     |